# Nectarinia purpureiventris
Nectarinia purpureiventris е вид птица от семейство Нектарникови (Nectariniidae).

## Разпространение
Видът е разпространен в Бурунди, Демократична република Конго, Руанда и Уганда.